# Juliette de Robersart

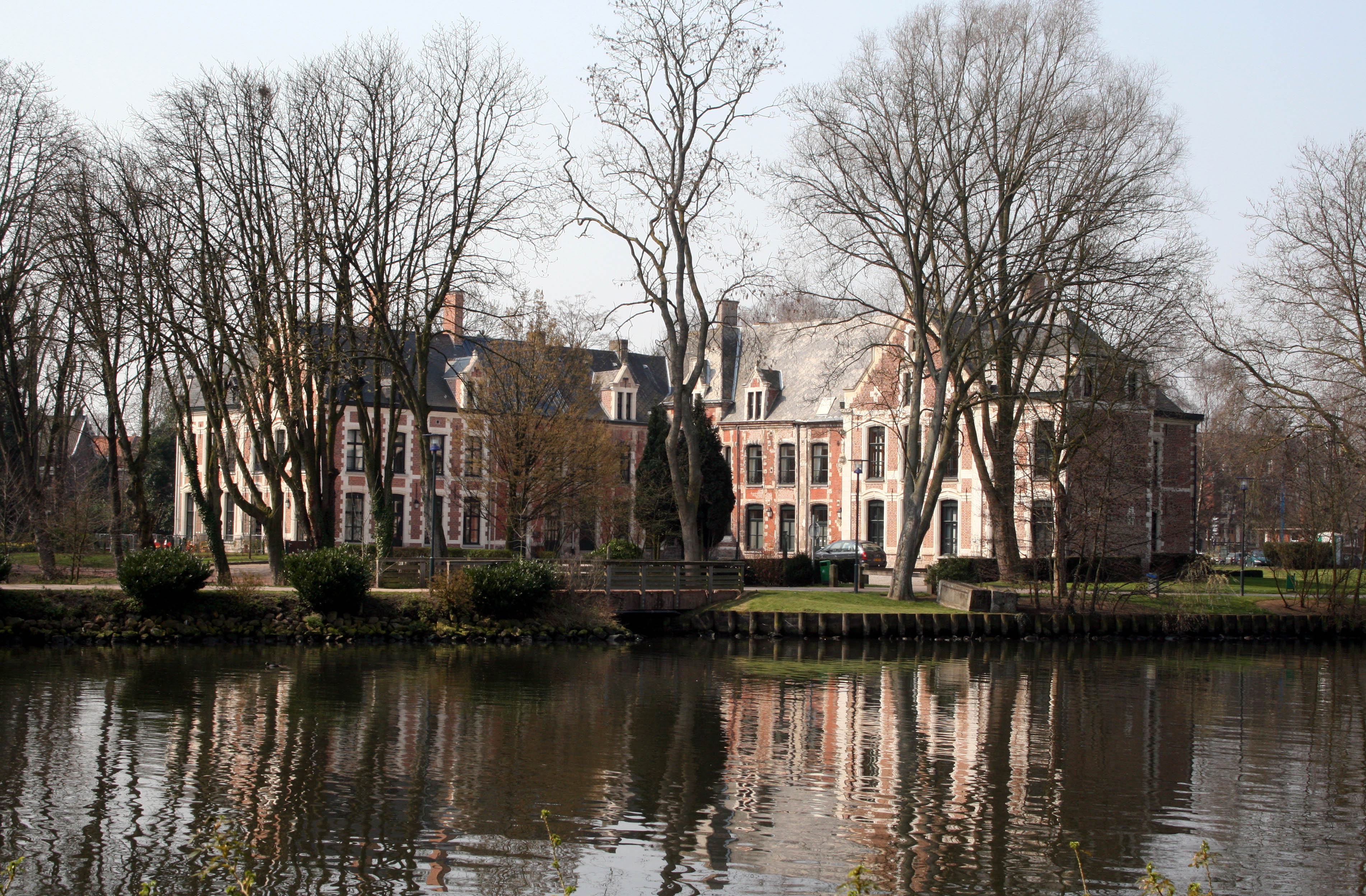
Le château de Robersart à Wambrechies

Juliette Robert de Robersart est une femme de lettres belge d'expression française, née à Mons le 28 décembre 1824 et décédée, célibataire, le 2 janvier 1900 à Wambrechies (France).

## Biographie
Juliette de Robersart est la fille de Constant Robert, comte de Robersart, membre des États provinciaux du Hainaut, et de Marie Anne de La Coste.
Épistolière et auteure de récits de voyage, elle est notamment propriétaire du château de Robersart à Wambrechies.

## Œuvres
- Lettres d'Espagne (récits de voyages), Victor Palmé, Paris, 1866
- Orient. Égypte. - Journal de voyage, Victor Palmé, Paris, 1867, réédité sous le titre Les aventures d'une comtesse en Égypte - Décembre 1863 à mars 1864 et annoté par Marie-Cécile Bruwier, Éditions Labor, 2005  (ISBN 2804020886)
- Orient. Syrie. - Journal de voyage, Challamel aîné, Paris, 1867
- Louis Veuillot, Juliette de Robersart. Le Roman de Louis Veuillot. (correspondance présentée par Henri Davignon), P. Lethielleux, Paris, 1936
- Propos d'amour, de religion, de politique et de littérature. La correspondance entre Louis Veuillot et la comtesse Juliette de Robertsart (1862-1869) (correspondance présentée et annotée par Roland Mortier), Éditions Honoré Champion, Paris, 2006  (ISBN 2745313908)